# Nikołaj Uziukow
Nikołaj Anisimowicz Uziukow (ros. Николай Анисимович Узюков, ur. 4 stycznia 1897 we wsi Opalicha w guberni symbirskiej, zm. 19 marca 1937 w Swierdłowsku) – radziecki działacz państwowy i partyjny.

## Życiorys
W latach 1914–1917 uczył się w szkole mierniczej w Symbirsku, od 1917 do lutego 1918 był agitatorem i organizatorem "Związku Młodzieży", od lutego do października 1918 służył w Armii Czerwonej, w maju 1918 został członkiem RKP(b). Od października 1918 do lutego 1919 był pomocnikiem kierownika Wydziału Agitacyjno-Propagandowego Symbirskiego Gubernialnego Komitetu RKP(b), od marca do sierpnia 1919 sekretarzem Komitetu Miejskiego RKP(b) w Symbirsku, a od sierpnia 1919 do sierpnia 1920 sekretarzem Komitetu Gubernialnego RKP(b) w Symbirsku, następnie przewodniczącym Komitetu Gubernialnego RKP(b) w Witebsku. Od 1920 do marca 1921 był sekretarzem odpowiedzialnym Komitetu Gubernialnego RKP(b) w Witebsku, w marcu 1921 brał udział w likwidacji powstania w Kronsztadzie, potem został zastępcą przewodniczącego Komitetu Wykonawczego Rady Gubernialnej w Carycynie (obecnie Wołgograd), w listopadzie-grudniu 1922 był pomocnikiem instruktora odpowiedzialnego KC RKP(b). Od grudnia 1922 do 1923 był przewodniczącym gubernialnej inspekcji robotniczo-chłopskiej w Kostromie, od października 1923 do czerwca 1924 studiował w Akademii Socjalistycznej, po czym został instruktorem odpowiedzialnym KC Komunistycznej Partii (bolszewików) Turkiestanu. Od lipca 1924 do września 1925 kierował Wydziałem Organizacyjnym Komitetu Obwodowego KP(b)T/Komunistycznej Partii (bolszewików) Uzbekistanu w Samarkandzie, od 17 sierpnia 1925 do 1 lutego 1926 był I sekretarzem Komitetu Obwodowego RKP(b)/WKP(b) Kirgiskiego Obwodu Autonomicznego, a od 1 lutego 1926 do 27 czerwca 1927 I sekretarzem Kirgiskiego Komitetu Obwodowego WKP(b). Od 1927 kierował sektorem Wydziału KC WKP(b), 1934 był I sekretarzem rejonowego komitetu WKP(b), potem do 19 marca 1937 kierował Wydziałem Propagandy Partyjnej Komitetu Obwodowego WKP(b) w Swierdłowsku. Został odznaczony Orderem Czerwonego Sztandaru. Zastrzelił się.